# Renesančna arhitektura v Italiji
Renesančna arhitektura je arhitektura obdobja od zgodnjega 15. in zgodnjega 17. stoletja v različnih regijah Evrope, kar kaže na zavestno oživitev in razvoj nekaterih elementov antične grške in rimske miselne in materialne kulture. Slogovno renesančna arhitektura sledi gotski arhitekturi in jo je nasledila baročna arhitektura. Najprej se je razvila v Firencah, s Filippo Brunelleschijem kot enim od inovatorjev. Renesančni slog se je hitro razširil na druga italijanska mesta. Slog je bil uporabljen v Franciji, Nemčiji, Angliji, Rusiji in v drugih delih Evrope, v različnem času in različnimi stopnjami vpliva.
Renesančni slog daje poudarek na simetriji, proporcih, geometriji in pravilnosti delov, kot so primeri v arhitekturi antike in zlasti antične rimske arhitekture, od katere je ohranjenih veliko primerov. Ureditev stebrov, pilastri in preklade, kakor tudi uporaba polkrožnih lokov, polkrožnih kupol, niše in edikule so zamenjale bolj kompleksne sisteme in nepravilne profile srednjeveških zgradb.

## Zgodovinopisje
Beseda "renesansa", ki izhaja iz izraza la rinascita, kar pomeni ponovno rojstvo, se je prvič pojavila v Vasarijevem Vite de 'più eccellenti architetti, pittori, et scultori Italiani (Življenje umetnikov), 1550-60.
Čeprav je izraz renesansa najprej uporabil francoski zgodovinar Jules Michelet, mu je dal trajnejšo opredelitev švicarski zgodovinar Jakob Burckhardt, katerega knjiga Die Kultur der Renaissance in Italien (Kultura renesanse v Italiji) iz 1860 je bila vplivna pri razvoju sodobne interpretacije italijanske renesanse. Knjiga risb velikega formata Édifices de Rome moderne; ou, Recueil des palais, maisons, églises, couvents et autres monuments (Stavbe sodobnega Rima), ki jo je prvič objavil Paul Letarouilly leta 1840, je prav tako igrala pomembno vlogo pri oživljanju zanimanja za to obdobje. V Erwina Panofskega, Renaissance and Renascences in Western Art (Renesansa in prerojenost v zahodni umetnosti) (New York: Harper and Row, 1960) so renesančni slog sodobniki prepoznali v izrazu all'antica ali na starodaven način (rimski).

## Razvoj v Italiji – vplivi
Italija v 15. stoletju, zlasti mesto Firence, je bila domovina renesanse. V Firencah je bil nov arhitekturni slog začet, in se ni razvijal počasi kot je gotski zrasel iz romanike, ampak zavestno pripeljal do posebnih arhitektov, ki so si prizadevali za oživitev slogov iz preteklosti »zlate dobe«. Študijski pristop k arhitekturi antičnega obdobja je sovpadel s splošnim oživljanjem učenja. Na to so vplivali številni dejavniki.

### Arhitekturni
Italijanski arhitekti so vedno dajali prednost oblikam, ki so bile jasno opredeljene, s strukturnimi členi, ki so izražali svoj namen. Mnoge toskanske romanske stavbe dokazujejo te značilnosti, kot je razvidno iz krstilnice v Firencah in stolnice v Pisi.
Italija nikoli ni v celoti sprejela gotskega sloga arhitekture. Poleg Milanske stolnice (pod vplivom francoskega žarkastega (rayonnant) sloga) nekaj italijanskih cerkva prikazuje poudarek na vertikali, gručah stolpov, krogovičju in kompleksnih rebrastih obokih, kar označujejo gotiko v drugih delih Evrope.
Prisotnost, zlasti v Rimu, starih arhitekturnih ostankov, ki prikazujejo urejen klasičen slog, navdihujejo umetnike v času, ko se je tudi filozofija obračala tudi proti klasični.

### Politični
V 15. stoletju so Firence, Benetke in Neapelj razširili svojo moč na velika območja, ki so jih obkrožala, kar je omogočilo gibanje umetnikov. To je omogočilo Firencam da so imele pomemben umetniški vpliv v Milanu in prek Milana v Franciji.
Leta 1377 je vrnitev papeža iz Avignona  in ponovna vzpostavitev papeškega dvora v Rimu, prinesla bogastvo in pomen za to mesto ter obnovo pomembnosti papeža v Italiji, ki je je bilo še bolj okrepljeno s koncilom v Konstanci leta 1417. Posamezni papeži, zlasti Julij II. (1503-13), so želeli podaljšati posvetno moč papeža po vsej Italiji. 

### Gospodarski
V zgodnji renesansi so Benetke nadzorovale trgovino z blagom z vzhoda. Velika mesta severne Italije so uspevala s trgovino s preostalo Evropo: Genova je zagotavljala pristanišče za blago v Francijo in Španijo; Milano in Torino sta bili središči kopenske trgovine in ohranjata obsežno kovinsko industrijo. Trgovina je prinesla volno iz Anglije v Firence, idealno se nahaja na reki, za proizvodnjo fine tkanine, industrije, na kateri je bilo zgrajeno njihovo bogastvo. S prevlado nad Piso so Firence pridobile pomorsko pristanišče in ohranile prevlado nad Genovo. V tem komercialnem ozračju je zlasti ena družina usmerila pozornost s trgovanja v donosen posel denarja. Medičejci so postali glavni bankirji evropskih princev, tudi sami postali praktično knezi, in to zaradi bogastva in vpliva. Vzdolž trgovskih poti so tako nudili nekaj zaščite s komercialnimi interesi, kar se je preselilo ne samo na blago, temveč tudi na umetnike, znanstvenike in filozofe.

### Verski
Vračanje papeža Gregorja XI. iz Avignona septembra 1377 in posledično nov poudarek Rimu kot središču krščanske duhovnosti, je prinesel razcvet v gradnji cerkva v Rimu, kakršen se ni zgodil skoraj tisoč let. To se je začelo v sredini 15. stoletja in se je v 16. stoletju povečalo in doseglo vrhunec v baročnem obdobju. Gradnja Sikstinske kapele s svojimi edinstvenimi dekoracijami in celotnim obnavljanjem bazilike svetega Petra, ene najpomembnejših krščanskih cerkev, je bil del tega procesa.
V bogatih republikanskih Firencah je bila spodbuda za gradnjo cerkev bolj civilna kot duhovna. Nedokončano stanje ogromne stolnice, ki je bila posvečena Blaženi Devici Mariji, ni bila v čast mestu pod njenim pokroviteljstvom. Kljub temu, da so našli tehnologijo in finančna sredstva za dokončanje, rast kupole ni bila le zasluga Blažene Device, njenega arhitekta in Cerkve, temveč tudi Signoriji, združenju cehov in sektorjem mesta, iz katerih je prihajala delovna sila. Kupola je navdihnila nadaljnja verska dela v Firencah.

### Filozofski
Razvoj tiskanih knjig, ponovna odkritja starodavnih spisov, širitev političnih in trgovinskih stikov ter raziskovanje sveta vse poglobljeno znanje in želja po izobraževanju.
Branje filozofije, ki ni temeljila na krščanski teologiji, je pripeljala do razvoja humanizma, s pomočjo katerega je bilo jasno, da je Bog vzpostavil in ohranil red v vesolju, vloga človeka pa, da vzpostavi in vzdržuje red v družbi.

### Državniški
Z humanizmom je bil državljanski ponos in spodbujanje miru in reda obravnavan kot znamenje državljanstva. To je pripeljalo do izgradnje struktur, kot je Brunelleschove Bolnišnice nedolžnih (Ospedale degli Innocenti), s svojo elegantno kolonado, ki je povezovala dobrodelno stavbo in javni trg ter Medičejsko knjižnico (Biblioteca Medicea Laurenziana), kjer so lahko znanstveniki uporabljali zbirko knjig, ki jih je posedovala družina Medici.
Nekatera cerkvena gradbena dela so naročili tudi cehi, ki predstavljajo bogastvo in moč mesta. Brunelleschijeva kupola v Firenški stolnici, je bolj kot katera koli druga stavba, pripadala ljudstvu, ker je gradnjo vsakega od osmih segmentov izvedel drug sektor mesta. 

### Pokroviteljstvo
Tako kot na Platonovi akademiji v Atenah so ljudje s humanističnim razumevanjem razumeli, da bi morali ljudje, ki so imeli koristi od bogastva in izobraževanja, spodbujati udejanjanje učenja in ustvarjanja tistega, kar je bilo lepo. V ta namen so bogate družine - Medičejci iz Firenc, Gonzaga iz Mantove, Farnese v Rimu, Sforza v Milanu - zbrali okrog sebe ljudi, ki so učili in usposabljali, spodbujali spretnosti in ustvarjali zaposlitev za najbolj nadarjene umetnike in arhitekte tistega časa.

## Širjenje renesanse v Italiji
V 15. stoletju so dvori nekaterih drugih italijanskih držav postala središča širjenja renesančne filozofije, umetnosti in arhitekture.
V Mantovi na dvoru Gonzagov je Alberti zasnoval dve cerkvi, baziliko Sant'Andrea in San Sebastiano.
Urbino je bil pomembno središče s starodavno vojvodsko palačo, ki je bila razširjena za Federico da Montefeltro sredi 15. stoletja. Vojvoda je zaposlil Luciana Laurana iz Dalmacije, ki je znan po svojem strokovnem znanju pri utrjevanju. Zasnova vključuje velik del prejšnje srednjeveške zgradbe in vključuje nenavadno trinadstropno fasado s stolpi. Laurani je pomagal Francescu di Giorgio Martiniju. Kasnejši deli stavbe so očitno v florentinskem slogu, zlasti notranje dvorišče, vendar ni znano, kdo je bil projektant.
Ferrara, pod Esteji, je bila razširjena v poznem 15. stoletju, z zgrajenimi več novimi palačami, kot sta Palazzo dei Diamanti in palača Schifanoia za Borso d'Este.
V Milanu, pod Viscontiji, je bila dokončana Certosa di Pavia, nato pa je bila kasneje pod Sforzo zgrajen Castello Sforzesco.
Beneška renesančna arhitektura je zaradi lokalnih razmer dobila še posebej značilen značaj. Cerkev sv. Zaharije, Benetke je dobila renesančno fasado v rokah Antonia Gambella in Maura Codussija, ki se je začela v 1480-ih. Giovanni Maria Falconetto, veronski arhitekt-kipar, je v Padovo predstavil renesančno arhitekturo z ložo Cornaro na vrtu Alviseja Cornara.
V južni Italiji je renesančne mojstre poklical v Neapelj Alfonz V. Aragonski po osvojitvi Neapeljskega kraljestva. Najbolj opazna primera renesančne arhitekture v tem mestu sta Cappella Caracciolo, ki se pripisuje Bramanteju, in Palazzo Orsini di Gravina, ki jo je zgradil Gabriele d'Angelo med letoma 1513 in 1549.

## Arhitekturna teorija
V času renesanse je arhitektura postala ne le vprašanje prakse, ampak tudi vprašanje teoretične razprave. Tisk je igral veliko vlogo pri razširjanju idej.
- Prva razprava o arhitekturi je bila De re aedificatoria (Umetnost stavbarstva) Leona Battiste Albertija leta 1450. Bila je v določeni meri odvisna od Vitruvijeve De architectura, katere rokopis je bil leta 1414 odkrit v knjižnici v Švici. De re aedificatoria je leta 1485 postala prva tiskana knjiga o arhitekturi.
- Sebastiano Serlio (1475 - 1554) je izdelal naslednje pomembno besedilo, katerega prvi del se je pojavil v Benetkah leta 1537; naslovljeno je bilo Regole generali d'architettura [...]" (ali 'Splošna pravila arhitekture'). Znana je kot Serliova Četrta knjiga, saj je bila po prvotnem načrtu od sedmih knjig, četrta. V celoti je bilo objavljenih pet knjig.
- Leta 1570 je Andrea Palladio (1508-1580) objavil I quattro libri dell'architettura (Štiri knjige arhitekture) v Benetkah. Ta knjiga je bila v veliki meri natisnjena in v veliki meri odgovorna za širjenje idej renesanse po Evropi. Vse te knjige naj bi brali in preučevali ne le arhitekti, temveč tudi pokrovitelji.

## Glavne faze
Zgodovinarji pogosto delijo renesanso v Italiji v tri faze. Medtem ko bi se umetnostni zgodovinarji lahko pogovarjali o zgodnjem renesančnem obdobju, v katerega so vključeni dogodki v slikarstvu in kiparstvu iz 14. stoletja, to običajno ne velja za arhitekturno zgodovino. Mračne gospodarske razmere v poznem 14. stoletju niso ustvarjale stavb, ki veljajo za del renesanse. Beseda "renesansa" med arhitekturnimi zgodovinarji običajno velja za obdobje 1400 do okoli 1525 ali kasneje v primeru ne-italijanskih renesanse.
Zgodovinarji pogosto uporabljajo naslednje oznake:
- renesansa (približno 1400-1500); znana tudi kot Quattrocento [9] in včasih zgodnja renesansa [10]
- Visoka renesansa (ca.1500-1525)
- Manierizem (približno 1520-1600)

### Quattrocento
V Quattrocentu so raziskovali koncepte arhitekturnega reda in oblikovali pravila. (Glej - Značilnosti renesančne arhitekture v nadaljevanju.) Študija klasične antike je privedla zlasti do sprejetja klasičnih podrobnosti in okrasja.
Prostor, kot element arhitekture, se je drugače uporabljal od načina v srednjem veku. Prostor je bil organiziran s proporcionalno logiko, njeno obliko in ritmom, ki je predmet geometrije, namesto da bi ga ustvarila intuicija kot v srednjeveških stavbah. Primer tega je bazilika svetega Lovrenca v Firencah,  Filippa Brunelleschija (1377-1446).

### Visoka renesansa
V času visoke renesanse so se razvili in uporabili koncepti klasične antike. Najbolj reprezentativni arhitekt je Bramante (1444-1514), ki je razširil uporabnost klasične arhitekture v sodobnih stavbah. Njegova cerkev San Pietro in Montorio (1503) je bila neposredno navdihnjena s krožnimi rimskimi templji. Vendar pa je bil skoraj suženj klasičnim oblikam in v njegovem slogu je prevladovala italijanska arhitektura v 16. stoletju.

### Manierizem
Arhitekti so v obdobju manierizma eksperimentirali z uporabo arhitekturnih oblik, da bi poudarili trdne in prostorske odnose. Renesančni ideal harmonije je omogočil svobodnejše in bolj domiselne ritme. Najbolj znan arhitekt, povezan s tem slogom je bil Michelangelo (1475-1564), ki je zaslovel z iznajdbo kolosalnega reda, velikih pilastrov, ki se raztezajo od dna do vrha fasade. To je uporabil v svojem načrtu za Kapitolski grič v Rimu.
Pred 20. stoletjem je imel izraz manierizem negativne konotacije, vendar se zdaj uporablja za opisovanje zgodovinskega obdobja z bolj splošnimi izrazi.

### Od renesanse do baroka
Ker se je novi slog arhitekture razširil iz Italije, je večina drugih evropskih držav razvila nekakšen proto-renesančni slog pred izgradnjo popolnoma oblikovanih renesančnih stavb. Vsaka država je nato spremenila lastne arhitekturne tradicije v novi slog, tako da so renesančne stavbe po vsej Evropi razpršene po regijah.
V Italiji je razvoj renesančne arhitekture v manierizmu, z zelo raznolikimi težnjami pri delu Michelangela in Giulia Romana ter Andree Palladia, pripeljal do baročnega sloga, v katerem je bil uporabljen isti arhitekturni besednjak za zelo različno retoriko.
Zunaj Italije je bila baročna arhitektura bolj razširjena in popolnoma razvita kot renesančni slog, s pomembnimi zgradbami kot so tiste v Mehiki  in na Filipinih.

## Značilnosti
Očitne značilnosti klasične rimske arhitekture so sprejeli renesančni arhitekti. Vendar pa so se oblike in nameni stavb sčasoma spremenili, kakor tudi struktura mest. Med najstarejšimi zgradbami vnovičnega klasicizma so bile cerkve vrsta, ki jih Rimljani nikoli niso gradili. Prav tako ni bilo modelov za vrste velikih mestnih stanovanj, ki jih zahtevajo bogati trgovci iz 15. stoletja. Nasprotno, ni bilo nobene potrebe po ogromnih športnih zgradbah in javnih hišah, kot so jih gradili Rimljani. Starodavni redi so bili analizirani in rekonstruirani, da bi služili novim namenom. 

### Tloris
Tlorisi renesančnih stavb imajo kvadratni, simetrični videz, v katerem so proporci običajno zasnovani na modulu. V cerkvi je modul pogosto širina prehoda. Potreba po uskladitvi oblike tlorisa s fasado je bila predstavljena kot problem pri delu Filippa Brunelleschija, vendar tega vidika svojega dela ni mogel uresničiti v praksi. Prva zgradba, ki je to demonstrirala, je bila Albertijeva bazilika svetega Andreja v Mantovi. Razvoj tlorisa v posvetni arhitekturi je potekal v 16. stoletju in dosegel vrhunec z deli Palladia.

### Fasada
Fasade so simetrične okoli svoje navpične osi. Pri cerkvenih fasadah na splošno prevladuje pediment, in imajo organiziran sistem pilastrov, lokov in ogredja. Stebri in okna kažejo napredovanje proti sredini. Ena prvih pravih renesančnih fasad je bila na stolnici v Pienzi (1459-62), ki je pripisana florentinskemu arhitektu Bernardu Gambarelliju (znan kot Bernardo Rossellino), morda z delno Albertijevo odgovornostjo pri zasnovi.
Domače zgradbe so pogosto obkrožene z venci. Na vsakem nadstropju se redno ponavljajo odprtine, centralno postavljena vrata pa so značilnost, kot je balkon ali rustikalen prostor. Zgodnji in mnogokrat kopiran prototip je bila fasada za Rucellaijevo palačo (1446 in 1451) v Firencah s tremi registri pilastrov.

### Stebri in pilastri
Uporabljajo se rimski redi stebrov: - toskanski, dorski, jonski, korintski in kompozitni. Redi so lahko bodisi strukturni, podpirajo arkado ali arhitrav ali čisto dekorativni, postavljeni v steni v obliki pilastrov. Arhitekti so v času renesanse želeli uporabljati stebre, pilastre in ogredja kot integrirani sistem. Ena prvih stavb, ki so uporabljala pilastre kot integriran sistem, je bila Stara zakristija (Sagrestia Vecchia) (1421-1440) v Firencah, ki jo je izvedel Brunelleschi.

### Loki
Loki so polkrožni ali (pri manierističnem slogu) segmentni. Pogosto se uporabljajo v arkadah, podprtih na stebrih ali slopih z velikimi kapiteli. Tukaj je morda del ogredja med kapitelom in izstopajočim lokom. Alberti je bil eden od prvih, ki je uporabil lok v monumentalnem obsegu v baziliki svetega Andreja v Mantovi.

### Oboki
Oboki nimajo reber. So polkrožni ali segmentni in na kvadratnem tlorisu, za razliko od gotskega oboka, ki je pogosto pravokoten. Sodčkasti obok se je vrnil v arhitekturni besednjak, kot je v baziliki svetega Andreja v Mantovi.

### Kupole
Kupola se pogosto uporablja, tako kot zelo velika strukturna značilnost, ki je vidna z zunanje strani, kot tudi sredstvo za prekritje manjših prostorov, in so vidne samo znotraj. Po uspehu Brunelleschijeve kupole pri Firenški stolnici in njena uporaba v Bramantejevem načrtu za baziliko sv. Petra (1506) v Rimu, je kupola postala nepogrešljiv element v cerkveni arhitekturi, kasneje pa tudi za posvetno arhitekturo, kot je Palladijeva Villa Rotonda. 

### Stropovi
Stropovi so ravni ali kasetirani. Ne ostajajo odprti kot v srednjeveški arhitekturi. Pogosto so pobarvani ali okrašeni.

### Vrata
Vrata imajo običajno kvadratne preklade. Lahko so nadgrajene z lokom ali trikotno ali segmentno prečko. Odprtine, ki nimajo vrat, so običajno izbočene in imajo pogosto velik ali dekorativni sklepnik.

### Okna
Okna se lahko v parih in znotraj polkrožnega loka. Imajo lahko kvadratne preklade in trikotne ali segmentne pedimente, ki se pogosto uporabljajo izmenično. V tem pogledu je simboličen Palača Farnese v Rimu, ki se je začel graditi leta 1517.
V manierističnem obdobju je bil uporabljen "palladijanski" lok z motivom visoke polkrožne zgornje odprtine, ki je bila obrobljena z dvema spodnjima kvadratnima odprtinama. Okna se uporabljajo za osvetlitev stavbe in domače arhitekture, da bi imeli razgled. Vitraj, čeprav včasih prisoten, ni značilnost.

### Zidovi
Zunanje stene so na splošno zgrajene iz opeke, ometane ali so oblečene s kamnom v visoko obdelanem klesancu, položenem v ravne vrste. Vogali stavb so pogosto poudarjeni z rustikalnimi vogalniki. Kleti in pritličja so bila pogosto v rustiki, kot na Palazzo Medici Riccardi (1444-1460) v Firencah. Notranje stene so gladko ometane in površinsko obdelane z apnom. Za bolj formalne prostore so notranje površine okrašene s freskami.

### Detajli
Tečaji, letve in vsi dekorativni detajli so izredno izrezljani. Študij in obvladovanje podrobnosti starodavnih Rimljanov je bil eden od pomembnih vidikov renesančne teorije. Različni redi so zahtevali različne skupine podrobnosti. Nekateri arhitekti so bili strožji pri uporabi klasičnih detajlov kot drugi, vendar je bilo pri reševanju problemov tudi veliko inovacij, zlasti na vogalih. Frizi izstopajo okrog vrat in oken, namesto da bi bili prekinjeni, kot v gotski arhitekturi. Skulpture so lahko postavljene v niše ali na podstavke. Niso sestavni del stavbe kot v srednjeveški arhitekturi. 

## Razvoj v Italiji – zgodnja renesansa
Vodilni arhitekti zgodnje renesanse ali Quattrocenta so bili Brunelleschi, Michelozzo in Alberti.

### Brunelleschi
Oseba, kateri se v glavnem pripisuje renesančni pogled na arhitekturo, je Filippo Brunelleschi (1377-1446). Osnovna značilnost Brunelleschijevih del je bil "red.
V začetku 15. stoletja je Brunelleschi začel gledati svet in ugotovil, kakšna so pravila, ki urejajo način gledanja. Opazil je, da način, v katerem se vidi običajne strukture, kot je krstilnica v Firencah in poploščen tlak, ki jo obkroža, sledi matematičnemu redu - linearne perspektive.
Stavbe, ki so ostale med ruševinami starodavnega Rima, so spoštovale preprost matematični red, ki ga gotske zgradbe niso. Eno nesporno pravilo je urejalo vso antično rimsko arhitekturo - polkrožni lok je ravno dvakrat širši, kot je visok. Fiksni delež s posledicami takšne razsežnosti se nikjer ni zgodil v gotski arhitekturi. Gotski koničast lok je mogoče razširiti navzgor ali sploščiti na kateri koli del, ki ustreza lokaciji. V isti strukturi so se pogosto pojavljali različni koti. Ni določenih pravil glede razmerja.
Iz opazovanja arhitekture v Rimu je prišlo do želje po simetriji in skrbnem razmerju, v katerem sta oblika in sestava zgradbe kot celote in vsi njeni podrejeni deli določeni v razmerjih, vsak oddelek sorazmerno z naslednjim, in arhitekturne značilnosti morajo natančno določati, katera so pravila v proporcij. Brunelleschi je pridobil podporo številnih premožnih florentinskih pokroviteljev, med njimi ceha svilarjev in Cosimo Medičejski Starejši.

#### Firenška stolnica
Prvo veliko arhitekturno naročilo Brunelleschiju je bila ogromna opečna kupola, ki naj bi pokrivala osrednji prostor Firenške stolnice, ki jo je v 14. stoletju zgradil Arnolfo di Cambio, vendar je ostala nepokrita. Medtem ko je pogosto opisana kot prva zgradba renesanse, je Brunellescov drzni načrt uporabljal zašiljene gotske loke in gotska rebra, ki jih je očitno načrtoval Arnolfio. Kljub temu se zdi gotovo, da je stilsko gotska, je na kupolo strukturno vplivala velika kupola antičnega Rima, ki ga je Brunelleschi težko zanemaril pri iskanju rešitve. To je kupola Panteona, krožnega templja, ki je zdaj cerkev.
Znotraj Panteonove enojne školjke je betonska kupola, ki močno zmanjša težo. Vertikalne pregrade kaset učinkovito služijo kot rebra, čeprav ta značilnost ne prevladuje vizualno. Na vrhu kupole Panteona je odprtina premera 8 metrov. Brunelleschi se je zavedal, da bi bilo kupolo velikih dimenzij dejansko mogoče zasnovati brez sklepnika. Kupolo v Firencah podpirajo osem velikih reber in šestnajst notranjih, ki držijo opečnato lupino, pri čemer so opeke razporejene na način ribje kosti. Čeprav so uporabljene tehnike drugačne, v praksi obe kupoli obsegata debelo mrežo reber, ki podpirata veliko lažje in tanjše polnjenje. In obe imata veliko odprtino na vrhu.

#### Bazilika svetega Lovrenca
Novo arhitekturno filozofijo renesanse najbolje kažeta cerkvi svetega Lovrenca in svetega Duha v Firencah. Oblikovani od Brunelleschija okoli leta 1425 in 1428, imata obliko latinskega križa. Vsaka ima modularni načrt, pri čemer je vsak del večkratnik kvadratnega oboka v prehodu. Ta ista formula je nadzorovala tudi navpične dimenzije. V primeru svetega Duha, ki je povsem pravilna v tlorisu, so transepti in kor enaki, medtem ko je ladja razširjena različica teh. Leta 1434 je Brunelleschi oblikoval prvo renesančno centralno načrtovano stavbo, Santa Maria degli Angeli v Firencah. Sestavljena je iz osrednjega osmerokotnika, obkroženega z vencem osmih manjših kapel. Od tedaj dalje so bile številne cerkve zgrajene v variacijah tega modela.

### Michelozzo
Michelozzo (1396-1472) je bil še en arhitekt pod pokroviteljstvom Medičejcev, njegovo najbolj znano delo pa je Palazzo Medici Riccardi, ki mu jo je naročil oblikovati Cosimo Medičejski Starejši leta 1444. Desetletje kasneje je zgradil vilo Medici v Fiesolu. Med njegovimi drugimi deli za Cosima so knjižnica na samostan San Marco v Firencah. V Benetkah je odšel v izgnanstvo s svojim pokroviteljem. Bil je eden prvih arhitektov, ki so delal v renesančnem slogu zunaj Italije in zgradil palačo v Dubrovniku.
Palazzo Medici Riccardi je klasična v podrobnostih, s pedimenti na oknih in vhodnih vratih, vendar za razliko od Brunelleschija in Albertija ni nobenega reda stebrov. Namesto tega je Michelozzo spoštoval florentinsko željo po rustikalnem kamnu. Navidezno je ustvaril tri rede zunaj treh opredeljenih rustikalnih ravni, celoto pa obvladuje ogromen romanski venec, ki se razprostira nad cesto za 2,5 metra.

### Alberti
Leon Battista Alberti, rojen v Genovi (1402-1472), je bil pomemben humanistični teoretik in oblikovalec, katerega knjiga o arhitekturi De re Aedificatoria je imela trajni učinek. Vidik humanizma je bil poudarek anatomije narave, zlasti človeške oblike, znanosti, ki so jo prvič preučevali stari Grki. Humanizem je človeku naredil meriti stvari. Alberti je zaznal arhitekta kot osebo z velikimi družbenimi odgovornostmi.
Zasnoval je številne stavbe, vendar se v nasprotju s Brunelleschom ni videl kot graditelj v praktičnem pomenu in tako je nadzor nad delom ostal drugim. Čudežno je eden od njegovih največjih projektov, bazilika svetega Andreja v Mantovi, dokončan, v bistvu nedotaknjen. Ne tako kot cerkev svetega Frančiška v Riminiju (obnova gotske strukture), ki je, tako kot svetega Andreja, imela fasado, ki spominja na rimski triumfalni lok, žal ostala nepopolna.
Bazilika svetega Andreja je izjemno dinamična stavba tako zunaj kot znotraj. Njeno triumfalno fasado zaznamujejo skrajni kontrasti. Projekcija reda pilastrov, ki opredeljujejo arhitekturne elemente, a so v bistvu nefunkcionalni, so zelo plitki. To je v nasprotju z razgibanim globoko zevajočim lokom, ki pred glavnimi vrati naredi ogromen portik. Velikost tega loka je v neposrednem nasprotju z dvema majhnima kvadratnima odprtinama, ki ga oklepata. Svetloba in senca se dramatično igrata na površini stavbe zaradi plitkosti njenih profilov in globine njene verande. V notranjosti je Alberti opustil tradicionalno ladjo in stranski ladji. Namesto teh je počasno in veličastno napredovanje izmeničnih visokih lokov in majhnih kvadratnih vrat, ki ponavljajo motiv triumfalnega loka fasade.
Dve Albertijevi najbolj znani stavbi sta v Firencah, Rucellaijeva palača in Bazilika Santa Maria Novella. Za palačo je Alberti uporabil klasične rede stebrov na fasadi na treh ravneh, 1446-51. V Santa Maria Novelli je dobil naročilo za zaključek dekoracije fasade. Projekt je zaključil leta 1456, delo pa ni bilo končano do leta 1470.
Spodnji del stavbe je imel gotske niše in značilno dekoracijo barvnega marmorja. Na koncu ladje je bilo veliko okularno okno, ki ga je bilo treba upoštevati. Alberti je preprosto spoštoval tisto, kar je bilo že v veljavi in florentinsko tradicija za barve, ki je bila dobro uveljavljena v Krstilnici svetega Janeza, najbolj cenjeni stavbi v mestu. Dekoracija, ki je večinoma barvni marmor, je večinoma zelo ploskovita, toda različni redi so določeni s pravilnimi predelki in krožnimi motivi, ki ponavljajo obliko okroglega okna. Prvič je Alberti povezal nižje strehe stranskih ladij z višjo glavno ladjo z uporabo dveh velikih spiral. Te so postale standardna renesančna oblika za reševanje problema različnih višin strehe in premostitev prostora med vodoravnimi in navpičnimi površinami.

## Širjenje renesanse v Italiji
V 15. stoletju so dvori nekaterih drugih italijanskih držav postali središča za širjenje renesančne filozofije, umetnosti in arhitekture.
V Mantovi na dvoru Gonzaga je Alberti zasnoval dve cerkvi, bazilika svetega Andreja in cerkev San Sebastiano.
Urbino je bilo pomembno središče s starodavno vojvodsko palačo, ki je bila razširjena za Federica da Montefeltra sredi 15. stoletja. Vojvoda je zaposlil Luciana Laurana iz Dalmacije, znanega po svoji strokovnosti za trdnjave. Načrt je vključeval večino prejšnje srednjeveške stavbe in nenavadno stolpasto tri nadstropno fasado. Lauraniju je pomagal Francesco di Giorgio Martini. Kasneje so del stavbe predelali v očitno florentinskem slogu, še posebej notranje dvorišče, vendar ni znano, kdo je bil oblikovalec.
Ferrara, pod Esteji, je bila razširjena v poznem 15. stoletju, pri čemer je bilo zgrajenih nekaj novih palač, kot so Palazzo dei Diamanti in Palača Schifanoia za vojvodo Borsa d'Este. V Milanu, pod Viscontiji, je bila dokončana Certosa di Pavia, kasneje pa pod Sforzo zgrajen grad Sforzesco.
V Benetkah je cerkev svetega Zaharije dobila renesančno fasado iz rok Antonia Gambella in Maura Codussija, ki sta jo začela v 1480-ih. Giovanni Maria Falconetto, Veronesejev arhitekt in kipar, je predstavil renesančno arhitekturo v Padovi z Loggia Cornaro v vrtu Alvisa Cornara.
V južni Italiji je po zasedbi Neapeljskega kraljestva Alfonso V. Aragonski poklical renesančne mojstre v Neapelj. Najpomembnejši primeri renesančne arhitekture v tem mestu so Cappella Caracciolo, pripisana Bramanteju in Palazzo Orsini di Gravina, ki jo je zgradil Gabriele d'Angelo med letoma 1513 in 1549.

## Visoka renesansa
V poznem 15. stoletju in zgodnjem 16. stoletju so arhitekti, kot sta Bramante, Antonio da Sangallo, mlajši in drugi, pokazali obvladanje oživljenega sloga in sposobnost, da ga uporabljajo za stavbe, kot so cerkve in mestne palače, ki so se precej razlikovale od struktur v starodavnih časih. Slog je postal bolj ornamentiran in okrašen s kipi in kupole so postajale zelo očitne. Arhitekturno obdobje je znano kot »visoka renesansa« in sovpada z dobo Leonarda, Michelangela in Rafaela.

### Bramante
Donato Bramante, (1444-1514) se je rodil v Urbinu in se obrnil iz slikarstva v arhitekturo, poiskal svojega prvega pomembnega pokrovitelja v Ludovicu Sforza, milanskemu vojvodi, za katerega je izdelal več stavb v več kot 20 letih. Po francoski zasedbi Milana leta 1499 je Bramante odpotoval v Rim, kjer je dosegel velik uspeh pod papeževim pokroviteljstvom.
Najboljši arhitekturni uspeh Bramanteja v Milanu je njegov dodatek križišča in kora v cerkvi samostana Santa Maria delle Grazie (Milano). To je opečnata struktura, oblika, ki precej dolguje severni italijanski tradiciji kvadratnih kupol krstilnic. Nova stavba ima skoraj centralni tloris, z izjemo, da se je zaradi lokacije kor razširil dlje od transeptov. Polkrožna kupola, približno premera 20 metrov, se dvigne skrita znotraj osmerokotnega bobna, prebodenega na zgornjem nivoju z obokanimi klasičnimi odprtinami. Celotna zunanjost je opremljena z okrašenimi detajli z lokalno terakoto.
V Rimu je Bramante ustvaril tisto, kar je bilo opisano kot "popoln arhitekturni dragulj", Tempietto v samostanu San Pietro in Montorio. Ta majhen krožni tempelj označuje mesto, kjer je bil sveti Peter mučen in je zato najbolj sveto mesto v Rimu. Stavba se prilagaja slogu, očitnem v ostankih templja Veste, najbolj svetega mesta antičnega Rima. Zaprt je z in v prostorskem kontrastu s križinim hodnikom, ki ga obdaja. Kot se mu približa iz samostana, kot je prikazano na zgornji sliki, ga vidimo v obliki loka in stebrov, katerih oblika odmeva v samostojno stoječih formah.
Bramante je nadaljeval delo v Vatikanu, kjer je zasnoval impresivne Cortili sv. Damaska in Belvedere. Leta 1506 je bil izbran Bramantejev model za papeža Julija II., za obnovo bazilike sv. Petra in postavljen temeljni kamen. Po Bramantejevi smrti in številnih spremembah načrta se je Michelangelo, kot glavni arhitekt, vrnil k bližnjemu prvotnemu Bramantejevemu predlogu.

### Sangallo
Antonio da Sangallo mlajši (1485-1546), je bil eden od družine vojaških inženirjev. Njegov stric Giuliano da Sangallo je bil eden od tistih, ki so predložili načrt za obnovo sv. Petra in je bil na kratko sourednik projekta z Rafaelom.
Antonio da Sangallo je predložil načrt za sv. Petra in postal glavni arhitekt po smrti Rafaela, ki ga je nasledil Michelangelo.
Njegova slava ne temelji na njegovem povezovanju s sv. Petrom, ampak v lastni zgradbi palače Farnese, »najstarejše palače tega obdobja«, ki se je začela graditi leta 1530. Vtis veličine delno leži v njegovi velikosti (dolga je 56 m in visoka 29,5 metra) in na povišani lokaciji s pogledom na širok trg. Prav tako je gradnja lepih razmerij, nenavadnih za tako veliko in razkošno hišo, ki je bila zgrajena predvsem iz štukane opeke in ne iz kamna. Z gladko rožnatimi stenami kamnitih vogalnikov, ogromnim rustikalnim portalom in čudovito ponavljajočimi natančnimi okni je ustvarjen močan učinek, ki postavlja nov standard elegance pri gradnji palač. Zgornji del treh enako velikih nadstropij je dodal Michelangelo. Verjetno je prav, da je ta impresivna stavba iz opeke; travertin za njegove arhitekturne podrobnosti ni prišel iz kamnoloma, temveč iz Koloseja. 

### Rafael
Rafael, (1483-1520), Urbino, ki je bil pod Peruginom v Perugiji šolan pred selitvijo v Firence, je bil nekoč glavni arhitekt bazilike svetega Petra, in je delal skupaj z Antoniom Sangallom. Zasnoval je tudi več zgradb, večino katerih so končali drugi. Njegov najmočnejši del je Palazzo Pandolfini v Firencah z dvema zgodbama močno poudarjenimi okni tipa "tabernakelj", vsak od njih pa je obdan z redom pilastrov, vogali in nadomestnimi oboki in trikotnimi pedimenti.

## Manierizem
Mannerizem v arhitekturi so zaznamovale zelo raznolike tendence v delu Michelangela, Giulia Romana, Baldassarja Peruzzija in Andree Palladia, kar je pripeljalo do baročnega sloga, v katerem se je za zelo različno retoriko uporabljal isti arhitekturni besednjak.

### Peruzzi
Baldassare Peruzzi (1481-1536) je bil arhitekt, rojen v Sieni, vendar je delal v Rimu, ki je gradil mostove visoke renesanse in manierizma. Njegova Villa Farnesina iz leta 1509 je zelo pravilna monumentalna kocka dveh enakih nadstropij, oboki pa so močno artikulirani z redi pilastrov. Stavba je nenavadna s svojimi freskami na zidovih.
Najbolj znano Peruzzijevo delo je Palazzo Massimo alle Colonne v Rimu. Nenavadne značilnosti te stavbe so, da se njena fasada nežno ovija okrog ulice. Ima v pritličju temen osrednji portik, ki teče vzporedno z ulico, toda kot pol zaprt prostor, ne pa odprta loža. Nad tem se dvigajo tri nediferencirana nadstropja, zgornja dva z enakimi majhnimi vodoravnimi okni v tankih ravnih okvirih, ki čudežno nasprotujejo globoki verandi, ki je od časa gradnje služila kot zatočišče revežev.

### Giulio Romano
Giulio Romano (1499-1546) je bil Rafaelov učenec¸¸, ki mu je pomagal pri različnih delih v Vatikanu. Romano je bil tudi izvirni oblikovalec, ki je delal pri Federicu II. Gonzaga v Mantovi na palači Te (1524-1534), projektu, kjer je združeval svoje sposobnosti kot arhitekt, kipar in slikar. V tem delu, ki vključuje vrtne jame in obsežne freske, uporablja iluzionistične učinke, presenetljive kombinacije arhitekturnih oblik in teksture ter pogosto uporabo funkcij, ki se zdijo nekoliko nesorazmerne ali neusklajene. Skupni učinek je grozljiv in moteč. Ilan Rachum navaja, da je Romano »eden prvih promotorjev manierizma«.

### Michelangelo
Michelangelo Buonarroti (1475-1564) je bil eden od ustvarjalnih velikanov, katerih dosežki označujejo visoko renesanso. Odlikoval se je na vseh področjih slikarstva, kiparstva in arhitekture, njegov dosežek je prinesel pomembne spremembe na vsakem področju. Njegova arhitekturna slava je predvsem v dveh stavbah: notranjosti Medičejske knjižnice in preddverje v samostanu svetega Lovrenca v Firencah in baziliki svetega Petra v Rimu.
Sveti Peter je bila »največja stvaritev renesanse«, in številni arhitekti so prispevali s svojimi veščinami. Po zaključku je bil večji del oblikovanja Michelangelov kot katerega koli drugega arhitekta pred ali za njim.

#### Sveti Peter
Načrt, ki je bil sprejet ob postavitvi temeljnega kamna leta 1506 je bil Bramantejev. Različne spremembe v načrtu so se zgodile s serijo arhitektov za njim, toda Michelangelo se je, ko je prevzel projekt leta 1546, vrnil k tlorisu Bramantejevega grškega križa in preoblikoval slope, stene in kupolo, pri čemer imajo nižji nosilci masivne proporce, odpravil je obkrožajoče prehode in identične transepte. Helen Gardner pravi: »Michelangelo je z nekaj potezami peresa spremenil njegovo kompleksno snežinko v masivno, kohezivno enotnost.«
Michelangelojeva kupola je bila mojstrovina oblikovanja z dvema zidarskima lupinama, ena v drugi in okrašena z masivnim nosilcem luči, kot pri Firencah, na rebrih. Za zunanjost stavbe je zasnoval velikanski red, ki ga definira vsak zunanji obok, pri čemer celotno serijo drži širok venec, ki neprekinjeno poteka kot žareč trak okoli celotne zgradbe.
Obstaja lesen model kupole, ki prikazuje zunanjo lupino kot polkrog. Ko je Michelangelo umrl leta 1564, je stavba dosegla višino bobna. Arhitekt, ki je nasledil Michelangela, je bil Giacomo della Porta. Kupola, kot je zgrajena, ima veliko bolj strmo projekcijo kot kupola modela. Na splošno se domneva, da je della Porta to spremenil, da bi zmanjšal usmerjenost navzven. Toda v resnici ni znano kdo je naredil to spremembo, prav tako je možno in stilistično verjetno, da je oseba, ki se je odločila za bolj dinamičen opis, Michelangelo že v letih, ko je nadzoroval projekt.

#### Medičejska knjižnica
Michelangelo je bil najbolj manierističen pri oblikovanju preddverja Medičejske knjižnice, ki jo je tudi zgradil za zbirko knjig Medičejcev v samostanu svetega Lovrenca v Firencah, istem svetem Lovrencu, na katerem je Brunelleschi preoblikoval cerkveno arhitekturo v klasični model in določil jasno formulo za uporabo klasičnih redov in njihovih različnih sestavnih delov.
Michelangelo vzame vse Brunelleschijeve komponente in jih podredi svoji volji. Knjižnica je zgoraj. To je dolga nizka stavba z okrašenim lesenim stropom, ujemajočim se nadstropjem in prenapolnjena z ogradami, ki so jih njegovi nasledniki končali po Michelangelovem oblikovanju. To je svetla soba, naravna svetloba, ki se pretaka skozi dolg niz oken se zdi, da so med vrstami pilastrov, ki se pojavijo vzdolž stene. Preddverje je po drugi strani višje, višje kot široko in prepolno z velikim stopniščem, ki se izliva iz knjižnice v tisto, kar Pevsner navaja kot »tok lave« in se pokaže v treh smereh, ko se sreča z balustrado podesta. To je zastrašujoče stopnišče, še bolj pa zato, ker je dvig stopnic v središču bolj strjen kot na obeh straneh, pri čemer je le osem stopnic v devetih prostorih.
Prostor je prepoln in pričakovati je, da bodo stenske prostore delili pilastri z nizko projekcijo. Toda Michelangelo se je odločil za uporabo parov stebrov, ki se namesto da bi stali iz stene, se potopijo globoko v vdolbine znotraj samega zidu. V bližini cerkve svetega Lovrenca je Brunelleschi uporabljal majhne spiralaste konzole za prekinitev močno vodoravne linije nad arkado. Michelangelo si je sposodil Brunelleschijeve motive in vsak par stebrov postavil na par dvojnih kotnih konzolnih nosilcev. Pevsner pravi, da »Laurenziana ... razkriva manierizem v njegovi najbolj sublimni arhitekturni obliki.« 

### Giacomo della Porta
Giacomo della Porta (c.1533-1602) je bil znan kot arhitekt, ki je v resnici naredil kupolo bazilike svetega Petra. Sprememba obrisa med kupolo, kot se je pojavila v modelu in kupolo, kot je bila zgrajena, je prinesla špekulacije o tem ali spremembe izhajajo od della Porta ali samega Michelangela.
Della Porta je skoraj vse svoje delovno življenje preživel v Rimu, oblikoval vile, palače in cerkve v slogu manierizma. Eno njegovih najbolj znanih del je fasada cerkve Il Gesù, projekt, ki ga je podedoval od njegovega učitelja Jacopa Barozzi da Vignola. Večina značilnosti prvotne zasnove je ostala, subtilno preoblikovana, da daje večji pomen osrednjemu delu, kjer je della Porta med drugim uporabil tudi nizek trikotni pediment, prekrit s segmentom nad glavnimi vrati. Zgornje nadstropje in njegov pediment daje vtis o stiskanju spodnjega dela. Sredinski odsek, podoben kot pri svetem Andreju v Mantovi, temelji na triumfalnem loku, vendar ima dve jasni horizontalni delitvi, kot pri Santa Maria Novella. Problem povezovanja stranski z glavno ladjo reši s pomočjo Albertijevih spiral, za razliko od Vignolove rešitve, ki je omogočila manjše kotne konzole in štiri kipe, ki stojijo nad parom pilastrov, ki vizualno težijo v kote stavbe. Vpliv oblikovanja lahko vidimo v baročnih cerkvah po vsej Evropi.

### Andrea Palladio
Andrea Palladio (1508-80), »najmočnejši arhitekt celotne renesanse«, je bil kot kamnosek, ki ga je v humanizem vpeljal pesnik Giangiorgio Trissino. Njegova prvo veliko arhitekturno naročilo je bila obnovitev bazilike Palladiane v Vicenzi, v Benečiji, kjer je delal večino svojega življenja.
Palladio je moral preoblikovati arhitekturni slog obeh palač in cerkva z drugačnim pogledom na pojmovanje klasicizma. Medtem ko so arhitekti v Firencah in Rimu pogledali na strukture, kot so Kolosej in Konstantinov slavolok, da bi zagotovili formule, je Palladio pogledal klasične templje s svojo preprosto peristilno obliko. Ko je uporabil triumfalni lok motiv velike obokane odprtine z nižjo kvadratno odprtino nad njo, ga je vedno uporabil v majhnem merilu, kot so okna, ne pa v velikem obsegu, kot ga je Alberti uporabljal pri svetem Andreju. Ta antični rimski motiv  se pogosto imenuje Paladijevski lok.
Najbolj znana Palladijeva hiša je Villa Capra, sicer znana kot "la Rotonda", centralno zasnovana hiša s kupolasto centralno dvorano in štirimi enakimi fasadami, od katerih ima vsaka tempeljski portik, podobno kot Panteon v Rimu. Pri vili Cornaro portik severne fasade in vgradna loža vrtne fasade imata dva reda nadstropij, zgornji del pa je balkon.
Tako kot Alberti, della Porta in drugi, se je Palladio pri načrtovanju cerkvene fasade soočal s problemom vizualnega povezovanja stranskih z glavno ladjo ob ohranjanju in opredeljevanju zgradbe stavbe. Palladijeva Rešitev je bila popolnoma drugačna od tiste, ki jo je uporabil della Porta. V cerkvi San Giorgio Maggiore v Benetkah je prekril visok tempelj, stebri so na visokih podstavkih, nad drugo nizko široko tempeljsko fasado so stebri, ki se dvigajo iz temeljev in njena ozka preklada in pilastri se pojavijo za velikim redom osrednje ladje.

## Napredovanje od zgodnje renesanse do baroka
V Italiji se zdi, da se od zgodnje renesančne arhitekture skozi visoko renesanso in manierizem do baročnega sloga arhitektura neprestano razvija. Pevsner komentira preddverje Medičejske knjižnice, da »je bilo pogosto rečeno, da motivi zidov kažejo Michelangela kot očeta baroka«.
Medtem ko je v Italiji kontinuiteta, to ni nujno drugje. Na nekaterih področjih je bilo sprejetje renesančnega sloga arhitekture počasnejše kot drugje, kot je na primer v Angliji. Dejansko je bilo da, ko je papež Julij II. porušil staro baziliko sv. Petra, da bi zgradil novo, Henrik VII. v Angliji dodal veličastno novo kapelo v perpendicular gotskem slogu v Westminstrsko opatijo.
Podobno se je slog, ki naj bi postal znan kot baročni, v zgodnjem 17. stoletju razvil v Italiji, približno takrat, ko so bile v Greenwichu in Whitehallu v Angliji zgrajene prve popolnoma renesančne stavbe  po daljšem obdobju eksperimentiranja s klasičnimi motivi, ki se nanašajo na lokalne arhitekturne oblike ali nasprotno, sprejetje renesančnih strukturnih oblik v najširšem pomenu, brez pomanjkanja formul, ki urejajo njihovo uporabo. Medtem ko so Angleži pravkar odkrili, kakšna so pravila klasicizma, so Italijani eksperimentirali z metodami njegovega zloma. V Angliji se je, po obnovitvi monarhije leta 1660, spremenila arhitekturna klima, okus pa se je gibal v smeri baročnega. Namesto da bi se razvijal, kot je to storil v Italiji, je postal polnopravni.
Na podoben način je v mnogih delih Evrope, kjer je bilo nekaj zgolj klasičnih zgradb, kot sta Brunelleschijeva Santo Spirito in Michelozzova Palača Medici Riccardi, baročna arhitektura skoraj neokrnjena, na petah nekakšnega proto-renesančnega lokalnega sloga . Širitev baročne in zamenjava tradicionalne in bolj konservativne renesančne arhitekture je bila posebej očitna pri gradnji cerkva kot dela protireformacije.

## Širitev po Evropi
V 16. stoletju je prišlo do gospodarske in politične prevlade Francije in Španije, kasneje pa tudi Nizozemske, Anglije, Nemčije in Rusije. Rezultat tega je bil, da so te države začele uvažati renesančni slog kot kazalec njihovega novega kulturnega položaja. To je pomenilo tudi, da so se okoli leta 1500 in pozneje pojavili znaki renesančnega arhitekturnega sloga zunaj Italije.
Čeprav so bili italijanski arhitekti zelo iskani, kot so Sebastiano Serlio v Franciji, Aristotel Fioravanti v Rusiji in Francesco Fiorentino na Poljskem, so tudi ne-Italijani študirali italijansko arhitekturo in jo prevedli v svoj lasten idiom. Med njimi so bili Francibert de l'Orme (1510-1570), Juan Bautista de Toledo (umrl: 1567) v Španiji, Inigo Jones (1573-1652) v Angliji in Elias Holl (1573-1646) v Nemčiji.
Tiskanje knjig ali ornamentov z graviranimi ilustracijami, ki prikazujejo načrte in okras, so bile zelo pomembne pri širjenju renesančnega sloga v severni Evropi, med najpomembnejšimi avtorji so bili Androuet du Cerceau v Franciji in Hans Vredeman de Vries na Nizozemskem ter Wendel Dietterlin, avtor Arhitekture (1593-94) v Nemčiji.

### Hrvaška
V 15. stoletju je bila Hrvaška razdeljena med tri države: severni in osrednji del Hrvaške in Slavonije sta bili v povezavi z Kraljevino Madžarsko, Dalmacija, z izjemo neodvisnega Dubrovnika, je bila pod vladavino Beneške republike. Stolnico sv. Jakoba v Šibeniku je leta 1441 v gotskem slogu začel graditi Giorgio da Sebenico (hrvaško Juraj Dalmatinac). Njena nenavadna konstrukcija ne uporablja malte, kamnitih blokov, pilastrov in reber, vezanih s sklepi in režami na način, ki je bil običajen pri lesenih konstrukcijah. Leta 1477 je bilo delo nedokončano in se nadaljevalo pod Niccolò di Giovanni Fiorentinom, ki je spoštoval način gradnje in načrt nekdanjega arhitekta, vendar nadaljeval z delom zgornjih oken, obokov in kupole v renesančnem slogu. Kombinacija visokega sodčkastega oboka z nizkim pol-sodčkastim obokom preko stranskih ladij daje fasadi značilno obliko trilistne strehe, prve te vrste v regiji. Stolnica je bila leta 2001 vpisana na seznam Unescove svetovne dediščine.

### Ogrska
Ena prvih držav, na katero je vplival renesančni slog arhitekture, je bila Ogrska. Slog se je pojavil po poroki kralja Matije Korvina in Beatrice Neapeljske leta 1476. Veliko italijanskih umetnikov, obrtnikov in zidarjev je prišlo v Budim z novo kraljico. Pomembni ostanki zgodnje renesančne poletne kraljeve palače so v Višegradu. Otomansko osvajanje Ogrske po letu 1526 je zmanjšalo razvoj renesančne arhitekture v državi in uničilo najbolj znane primere. Danes je edino popolnoma ohranjeno delo renesančne arhitekture Bakóczova kapela (ki jo je naročil ogrski kardinal Tamás Bakócz), ki je zdaj del Esztergomske bazilike. 

### Rusija
Princ Ivan III. je uvedel renesančno arhitekturo v Rusijo tako, da je povabil številne arhitekte iz Italije, ki so s seboj prinesli nove gradbene tehnike in nekatere elemente renesančnega sloga, na splošno pa so sledili tradicionalnim modelom ruske arhitekture. Leta 1475 je bolonjski arhitekt Aristotele Fioravanti prišel obnovit stolnico Marijinega vnebovzetja v Moskovskem kremlju, poškodovane v potresu. Fioravanti je dobil kot model stolnicov Vladimiru iz 12. stoletja in izdelal načrt, ki je združil tradicionalni ruski slog z renesančnim občutkom prostornosti, razmerja in simetrije.
Leta 1485 je Ivan III. naročil gradnjo kraljeve palače Terem v Kremlju, pri čemer je bil Aloisio da Milano arhitekt prvih treh nadstropij. On, pa tudi drugi italijanski arhitekti, so prav tako močno prispeval k izgradnji obzidja in stolpov v Kremlju. Majhna banketna dvorana ruskih carjev, zaradi svojega fasetiranega zgornjega nadstropja imenovana Fasetna palača, je delo dveh Italijanov, Marca Ruffa in Pietra Solaria in prikazuje več italijanskega sloga. Leta 1505 je Italijan, ki je v Rusiji znan kot Aleviz Novyi, za Ivana III. zgradil 12 cerkva, med njimi Arhanangelovo stolnico (Arkhangelsky sobor), stavbo, ki je izjemna po uspešnem mešanju ruske tradicije, pravoslavnih zahtev in renesančnega sloga.

### Poljska
Poljska renesančna arhitektura je razdeljena na tri obdobja: prvo obdobje (1500-50) je tako imenovano "italijansko". Večino renesančnih stavb so tu zgradili italijanski arhitekti, predvsem iz Firenc, med njimi Francesco Fiorentino in Bartolomeo Berrecci (dvorišče gradu Vavel, Sigismundova kapela).
V drugem obdobju (1550-1600) je renesančna arhitektura postala bolj pogosta, z začetki manierizma in pod vplivom Nizozemske, zlasti na Pomorjanskem. Zgradbe so Sukiennice v Krakovu in mestne hiše Tarnów, Sandomierz, Chełm (porušena) in najbolj znana v Poznanju.
V tretjem obdobju (1600-50) je naraščajoča moč jezuitov in protireformacije dala zagon razvoju manieristične arhitekture in baroka. 

### Češka
Renesančni slog se je prvič pojavil na češkem v 1490-ih. Češka je bila skupaj s svojimi priključenimi ozemlji, zlasti Moravsko, uvrščena med območja Svetega rimskega cesarstva z najzgodnejšimi znanimi primeri renesančne arhitekture. 
Dežele češke krone nikoli niso bile del starega rimskega imperija, zato niso imele stare klasične dediščine in so bile odvisne predvsem od italijanskih modelov. Kot tudi v drugih srednjeevropskih državah se je gotski slog ohranil zlasti v cerkveni arhitekturi. Tradicionalna gotska arhitektura je veljala za brezčasno in zato lahko izrazila svetost. Renesančna arhitektura je soobstajala z gotskim slogom na Češkem in Moravskem do konca 16. stoletja (npr. stanovanjski del palače je bil zgrajen v sodobnem renesančnem slogu, vendar je bila kapela oblikovana z gotskimi elementi). Fasade čeških renesančnih stavb so bile pogosto okrašene sgraffito (figuralno ali ornamentalno).
V času vladavine kralja Rudolfa II. je mesto Praga postalo eno najpomembnejših evropskih centrov pozne renesančne umetnosti (tako imenovan manierizem). Kljub temu se od takrat ni ohranilo veliko arhitekturno pomembnih stavb.

### Francija
V zgodnjih letih 16. stoletja so Francozi sodelovali v vojnah v severni Italiji in v Francijo odnesli ne le renesančne umetniške zaklade kot svoj vojni plen, temveč tudi slogovne ideje. V dolini Loare je bilo zgrajenih niz stavb in mnogo renesančnih palač. Primer Château d'Amboise (1495), v kateri je Leonardo da Vinci preživel svoja zadnja leta. Slog je postal prevladujoč pod Francom I. (Glej Gradovi v dolini reke Loare).

### Nizozemska/Flandrija
Kot v slikarstvu je renesančna arhitektura potrebovala nekaj časa, da je dosegla Nizozemsko in ni popolnoma nadomestila gotskih elementov. Arhitekt, na katerega so neposredno vplivali italijanski mojstri, je bil Cornelis Floris de Vriendt, ki je zasnoval mestno hišo v Antwerpnu, končano leta 1564. Slog, včasih znan kot »antwerpenski manierizem«, ima podobno strukturo pozno gotskih zgradb, toda z velikimi okni in več načičkane dekoracije in podrobnosti v renesančnih slogih, je bila močno vplivna po vsej severni Evropi, na primer v elizabetinski arhitekturi in je del širšega gibanja severnega manierizma.
V zgodnjem 17. stoletju Nizozemske republike je Hendrick de Keyser igral pomembno vlogo pri razvoju renesančnega sloga v Amsterdamu, ki ima lokalne značilnosti, vključno s splošno razširjenostjo visokih ozkih mestnih hiš, trapgevel ali nizozemskega zatrepa in uporabo dekorativnih trikotnih pedimentov nad vrati in okni, katerih vrh se dviga veliko bolj strmo kot v večini drugih renesančnih arhitekturah, vendar v skladu s profilom zatrepa. Podrobnosti v klesanem kamnu so pogosto slabo oblikovane, kot žebljano kovje, ki spominja na usnje, stilistična značilnost šole iz Fontainebleaua. Ta funkcija je bila izvožena v Anglijo.

### Nemčija
Renesanso v Nemčiji so prvič navdihnili nemški filozofi in umetniki, kot sta Albrecht Dürer in Johannes Reuchlin, ki sta obiskala Italijo. Pomembni zgodnji primeri tega obdobja so še posebej rezidenca v Landshutu, Grad Heidelberg, grad Johannisburg v Aschaffenburgu, Augsburška mestna hiša in Fuggerjeve hiše v Augsburgu in cerkev svetega Mihaela v Münchnu, ki je največja renesančna cerkev severno od Alp. Gradil ga je vojvoda Viljem V. Bavarski med letoma 1583 in 1597 kot duhovno središče za protireformacijo in ga je navdihnila cerkev il Gesù v Rimu. Arhitekt ni znan. Posebna oblika renesančne arhitekture v Nemčiji je Weser renesansa, s pomembnimi primeri, kot so Mestna hiša v Bremnu in Juleum v Helmstedtu.
Julija 1567 je mestni svet v Kölnu odobril oblikovanje v renesančnem slogu Wilhelmu Vernukkenu za dvonadstropno ložo za mestno hišo. Veliko primerov zgradb opečne renesanse je mogoče najti v hanzeatskih starih mestih, kot so Stralsund, Wismar, Lübeck, Lüneburg, Friedrichstadt in Stade. Pomembni nemški renesančni arhitekti so Friedrich Sustris, Benedikt Rejt, Abraham van den Blocke, Elias Holl in Hans Krumpper.

### Anglija
Renesančna arhitektura je prišla v Anglijo v času vladavine Elizabete I., in se prvič razširila po spodnjih grofijah, kjer je med drugimi značilnostmi dobila tudi verzije nizozemskega zatrepa in flamske dekoracije v geometrijskih oblikah, ki krasijo stene. Novi slog se je običajno izkazal v velikih kvadratnih visokih hišah, kot je Longleat House.
Prvi veliki mojster italijanske renesančne arhitekture v Angliji je bil Inigo Jones (1573-1652), ki je študiral arhitekturo v Italiji, kjer je bil vpliv Palladia zelo močan. Jones se je vrnil v Anglijo, poln navdušenja nad novim gibanjem in takoj začel oblikovati takšne zgradbe, kot so Queen's House v Greenwichu leta 1616 in Banqueting House v Whitehallu tri leta kasneje. Ta dela s svojimi čistimi linijami in simetrijo so bila revolucionarna v deželi, ki je bila še vedno zaljubljena v okna z okenskimi križi, cinami in stolpiči.

### Španija
V Španiji se je v zadnjih desetletjih 15. stoletja renesanca začela vrivati v gotske oblike. Novi slog se imenuje plateresco, zaradi izredno okrašene fasade, ki je spominjala na dekorativne motive zapletenih srebrnih del, plateros. Klasični redi in motivi svečnikov (a candelieri) so se prosto kombinirali v simetrične celote.
Od sredine šestnajstega stoletja, pod takšnimi arhitekti, kot so Pedro Machuca, Juan Bautista de Toledo in Juan de Herrera, se je tesneje sprijaznila z umetnostjo starodavnega Rima, včasih pa z manierizmom, med katerimi sta npr. Palača Karla V. v Granadi in El Escorial.

### Portugalska
Tako kot v Španiji je bilo sprejetje renesančnega sloga na Portugalskem postopno. Tako imenovan manuelski slog (1490-1535) se je poročil z renesančnimi elementi gotskih struktur s površinsko uporabo živahnega ornamenta, podobnega španski Izabelinini gotiki. Primeri manuelskega sloga so Stolp Belem, obrambna zgradba gotske oblike, okrašena z ložami v renesančnem slogu in samostan Jerónimos, z renesančnimi ornamenti, ki okrasijo portale, stebre in križni hodnik.
Prve "čiste" renesančne strukture se pojavljajo pod kraljem Janezom III., kot so kapela Nossa Senhora da Conceição v Tomarju (1532-40), Porta Especiosa  stolnice v Coimbri in cerkev Graça v Évori (1530-1540), kot tudi križni hodniki stolnice Viseu (1528-1534) in Kristusovem samostanu v Tomarju (samostan Janeza III., 1557-1591). Lizbonske stavbe cerkev São Roque (1565-87) in manieristični samostan São Vicente de Fora (1582-1629) so v naslednjih stoletjih močno vplivale na versko arhitekturo na Portugalskem in v njenih kolonijah.

### Skandinavija
Na renesančno arhitekturo, ki je našla pot do Skandinavije, je vplivala flamska arhitektura in vključevala visoke zatrepe in grajski pridih, kot je razvidno iz arhitekture palače Frideriksborg. Posledica tega je, da je večina neorenesanse, ki jo najdemo v skandinavskih državah, pridobljena iz tega vira.
Na Danskem je renesančna arhitektura uspevala v času vladavine Friderika II. in zlasti Kristijana IV. Flamski arhitekti, navdihnjeni s francoskimi gradovi, so oblikovali mojstrovine, kot so grad Kronborg v Helsingørju in palača Frideriksborg v Hillerodu (1602-1620), ki je največja renesančna palača v Skandinaviji.
Drugje, na Švedskem, v času moči Gustava Vase in z začetkom protestantske reformacije, so se cerkvena gradnja in aristokratski gradbeni projekti skoraj ustavili. V tem času se je pojavilo nekaj veličastnih tako imenovanih Vasa gradov. Postavili so jih na strateških lokacijah za nadzor države in namestitev potujočega kraljevega dvora. Grad Gripsholm, Kalmarski grad in Vadstenski grad so znani po fuziji srednjeveških elementov z renesančno arhitekturo.
Na arhitekturo Norveške je deloma vplivala kuga v času renesanse. Po črni smrti se je monumentalna gradnja na Norveškem ustavila. Obstaja le nekaj primerov renesančne arhitekture, med njimi prenova srednjeveškega Rosenkrantzčevega stolpa v Bergnu, graščina Barony Rosendal v Hardangerju in sodobni dvorec Austrått v bližini Trondheima ter deli trdnjave gradu Akershus.
V finski arhitekturi je malo dokazov o renesančnem vplivu.

### Baltske države
Renesansa je prišla v današnjo Estonijo, Latvijo in Litvo, tako imenovanih baltskih državah pozno in arhitekturno ni naredila velikega vtisa. To je bil politićno buren ćas, ki ga je zaznamoval upad drżave tevtonskega reda in livonska vojna.
V Estoniji so umetniški vplivi izhajali iz nizozemskih, švedskih in poljskih virov . Stavba bratovščine Črnoglavih v Talinu s fasado, ki jo je zasnoval Arent Passer, je edina resnično renesančna stavba v državi, ki je preživela bolj ali manj nedotaknjena.  Značilno za te težke čase so drugi primeri povsem vojaških zgradb, kot je topovski stolp Debela Margareta, tudi v Talinu.
Na latvijsko renesančno arhitekturo je vplival poljsko-litovski in nizozemski slog, pri čemer je manierizem sledil iz gotike brez posrednikov. Cerkev sv. Janeza v latvijski prestolnici Rigi je primer prejšnje gotske cerkve, ki jo je leta 1587-89 rekonstruiral nizozemski arhitekt Gert Freze (Joris Phraeze). Najboljši primer renesančne arhitekture v Latviji je močno okrašena hiša Črnoglavcev, ki sta jo 1619–25 arhitekta A. in L. Jansen ponovno zgradila iz nekdanje srednjeveške strukture v današnje oblike. Med drugo svetovno vojno je bila uničena in obnovljena v devetdesetih letih. 
Litva je tvorila polovico velike poljsko-litovske skupnosti. Renesančni vplivi so postali močnejši v času vladavine velikih vojvod Sigismunda I. starejšega in Sigismunda II. Avgusta. Palača velikih vojvod v Litvi (uničena leta 1801, kopija zgrajena v letih 2002-2009) kaže italijanske vplive. V državi je sodelovalo več arhitektov italijanskega porekla, med njimi Bernardino Zanobi de Gianotis, Giovanni Cini in Giovanni Maria Mosca. 

## Zapuščina
V 19. stoletju se je zavestno oživilo slog kot neorenesančna arhitektura, vzporedno z neogotsko arhitekturo. Ker so gotski slog arhitekturni teoretiki [44] zaznavali kot najprimernejši za gradnjo cerkva, je renesančni palačni dober model za mestne posvetne stavbe, ki zahtevajo dostojanstvo in zanesljivost, kot so banke, klubi in stanovanjski bloki. [45] Stavbe, ki so želele narediti vtis, kot je npr. Pariška opera, so bile pogosto manieristične ali baročne. [46] Arhitekti tovarn, pisarn in veleblagovnic so v 20. stoletju še naprej uporabljali renesančno palačno obliko, v mediteranskih neo-slogih s poudarkom na italijanski renesans. [47]
Veliko pojmov in oblik renesančne arhitekture je mogoče zaznati v arhitekturnih gibanjih - od renesanse do visoke renesanse, do manierizma, do baroka (ali rokokoja), do neoklasicizma in do eklektike. Ko je renesančni slog in motive v veliki meri očistil modernizem, so jih v neki postmodernistični arhitekturi ponovno poudarili. Vpliv renesančne arhitekture je še danes mogoče videti v številnih sodobnih slogih in pravilih arhitekture.